# Danh sách lãnh thổ và quốc gia là thành bang
Đây là danh sách viết về các thành bang (gồm quốc gia và lãnh thổ)

## Quốc gia (3)
| Quốc gia      | Thủ đô        | Diện tích | Số quận                          |
| ------------- | ------------- | --------- | -------------------------------- |
| Monaco        | Monaco        | 2,02 km²  | 10 (phường) (Danh sách chi tiết) |
| Singapore     | Singapore     | 700 km²   | 5                                |
| Thành Vatican | Thành Vatican | 0, 44 ha  | Không có phân cấp hành chính     |

## Lãnh thổ (6)
| Lãnh thổ     | Thủ phủ       | Diện tích                       | Số quận                 |
| ------------ | ------------- | ------------------------------- | ----------------------- |
| Ceuta        | Ceuta         | 18,5 km² (7,1 mi2)              | Không rõ                |
| Melilla      | Melilla       | 78.476                          | Không rõ                |
| Hồng Kông    | Quận Victoria | 2.755 km² (1.064 dặm vuông Anh) | 18 (Danh sách chi tiết) |
| Ma Cao       | Không rõ      | 115,3 km² (44,5 dặm vuông Anh)  | Không rõ                |
| Gibraltar    | Gibraltar     | 6,8 km²                         | Không rõ                |
| Đại Luân Đôn | Không rõ      | 1,572 km² (607 mi2)             | Không rõ                |

## Một số thành bang là thành phố, lãnh thổ và bang
- Tangier
- Addis Ababa
- Dire Dawa
- Hamburg
- Brasilia
- Buenos Aires
- Melaka
- Labuan
- Washington, D.C.
- Chandigarh
- Lãnh thổ Thủ đô Islamabad
- Lãnh thổ Thủ đô Úc (Canberra)
- Viên
- La Paz
- Delhi
- Basel-Stadt

## Một số thành bang cũ
- Thành phố tự do Danzig
- Vùng Klaipėda
- Tây Berlin
- Lãnh thổ tự do Trieste
- Bang tự do Fiume